# Zentralstelle für jüdische Auswanderung
De Zentralstelle für jüdische Auswanderung (Centraal bureau voor Joodse emigratie) was een orgaan dat in 1938, direct na de annexatie van Oostenrijk door nazi-Duitsland (Anschluss), in het leven werd geroepen. Na diverse bezettingen van landen in Oost- en West-Europa waren drie van deze organisaties actief in landen/plaatsen waar zich de grootste concentraties Joden bevonden: in Oostenrijk/Wenen, in Tsjecho-Slowakije/Praag en in Nederland/Amsterdam.
Doel was op grond van de Neurenberger wetten, de Joden te verenigen in een Joodse raad, de Joodse bevolking te laten registreren door die raad in een cartotheek, en hen door emigratie te verwijderen uit nazi-Duitsland en de door dat land bezette andere landen. Naarmate dit Joods vraagstuk steeds onoplosbaarder bleek, werd door de leiders van nazi-Duitsland gekozen voor het systematisch uitroeien van de Joodse bevolking (Endlösung der Judenfrage) door hen gevangen te nemen, in concentratiekampen onder te brengen om hen als werkkrachten voor de oorlogsindustrie tewerk te stellen, en de niet (meer) bruikbare gevangenen onmiddellijk te vernietigen of ter beschikking te stellen aan de medische wetenschap. Daarbij was de Cartotheek, die door de bezetter was opgedrongen, in diens ogen een perfect middel tot vervolging.
Het plan voor de oprichting van het eerste orgaan was na de Anschluss van Oostenrijk bij Duitsland in 1938 door de antisemiet SS-er Adolf Eichmann uitgedacht en werd het eerst in Wenen toegepast. Hieraan gekoppeld was het ontstaan van de eerste Joodse raad in Europa, die diende als buffer tussen de Joden en het nationaalsocialisme. Hierna volgde de oprichting van meer Joodse raden in andere landen, elk geënt op de specifieke Joodse zaken van de desbetreffende landen.